# Рустанович, Василий Арсеньевич
Василий Арсеньевич Рустанович (1871—1941) — герой Первой мировой войны, участник Белого движения, генерал-лейтенант.

## Биография
Православный. Из потомственных дворян. Уроженец Херсонской губернии.
Окончил Владимирский Киевский кадетский корпус (1890) и 1-е военное Павловское училище (1892), откуда выпущен был подпоручиком в Санкт-Петербургский гренадерский полк, в 1894 году переформированный в лейб-гвардии Санкт-Петербургский полк. Произведён в поручики 6 декабря 1896 года.
В 1900 году окончил Николаевскую академию Генерального штаба по 1-му разряду и 24 мая того же года был произведён в штабс-капитаны «за отличные успехи в науках». 4 февраля 1901 года переведён в Генеральный штаб с назначением помощником старшего адъютанта штаба Туркестанского военного округа и с переименованием в капитаны. Затем состоял помощником столоначальника Главного Штаба (1903—1904), столоначальником Главного Штаба (1904—1906) и делопроизводителем мобилизационного отдела Главного управления Генерального штаба (1906—1910). Произведён в подполковники 6 декабря 1904 года, в полковники — 6 декабря 1908 года «за отличие по службе».
2 апреля 1910 года назначен исправляющим должность начальника штаба 45-й пехотной дивизии, а 27 марта 1914 года утвержден в должности. В Первую мировую войну вступил с 45-й пехотной дивизией. Пожалован Георгиевским оружием
За то, что, будучи начальником штаба 45-й пехотной дивизии, под сильным артиллерийским и ружейным огнем, деятельно и энергично осуществил разработанный план атаки на укрепленную позицию противника в ночь с 26 на 27 августа, последствием чего было взятие 2-х верстной позиции и овладение 4-я орудиями с 6-ю пулемётами и пленение 30-и офицеров и свыше 1000 нижних чинов.
13 ноября 1914 года назначен командиром 8-го стрелкового полка. Удостоен ордена Св. Георгия 4-й степени
За то, что состоя командиром 8-го стрелкового полка и будучи начальником среднего боевого участка, в бою 3 мая 1915 года у д. Красне, своими умелыми распоряжениями и самоотверженными геройскими действиями не только сдерживал наступающего превосходными силами противника, но нанеся ему совершенное поражение, способствовал дальнейшим успехам 30-го корпуса.
6 октября 1915 года назначен командующим бригады 71-й пехотной дивизии, а 31 октября произведён в генерал-майоры «за отличие по службе», с утверждением в должности. 16 апреля 1916 года назначен начальником штаба 80-й пехотной дивизии, 12 июля того же года — начальником штаба 7-го армейского корпуса, а 13 апреля 1917 года — командующим 9-й Сибирской стрелковой дивизией. Был награждён Георгиевским крестом 4-й степени с лавровой веткой.
В Гражданскую войну участвовал в Белом движении в составе Добровольческой армии и Вооруженных сил Юга России. С 7 октября 1918 года состоял начальником мобилизационного отделения части Генерального штаба военного и морского отделов, на 15 июня 1919 года — начальник мобилизационной части отдела Генерального штаба Военного управления Был произведён в генерал-лейтенанты.
В эмиграции в Югославии. С 1934 года состоял почетным председателем, с 1939 года — председателем полкового объединения лейб-гвардии Петроградского полка. Умер в 1941 году Белграде. Похоронен на Новом кладбище.

## Награды
- Орден Святого Станислава 3-й ст. (ВП 6.12.1901)
- Орден Святой Анны 3-й ст. (1904)
- Орден Святой Анны 2-й ст. (1906)
- Орден Святого Владимира 4-й ст. (ВП 9.03.1912)
- мечи и бант к ордену Св. Владимира 4-й ст. (ВП 30.12.1914)
- Орден Святого Владимира 3-й ст. с мечами (ВП 5.03.1915)
- Георгиевское оружие (ВП 9.03.1915)
- мечи к ордену Св. Анны 2-й ст. (ВП 22.05.1915)
- Орден Святого Георгия 4-й ст. (ВП 30.12.1915)
- Орден Святого Станислава 2-й ст. с мечами (ВП 3.06.1916)
- Орден Святого Станислава 1-й ст. с мечами (ВП 20.12.1916)
- Георгиевский крест 4-й ст. с лавровой веткой (№ 899424)